# Захарова, Валентина Петровна
Валентина Петровна Захарова (по мужу Королёва; род. 19 августа 1936, Омск) — советская певица (контральто), педагог, народная артистка РСФСР (1979).

## Биография
Валентина Петровна Захарова родилась 18 февраля 1936 года в Омске. Участвовала в художественной самодеятельности.
С 1954 года была солисткой Русского народного хора имени М. Е. Пятницкого. В репертуаре певицы были старинные и современные русские народные песни, песни советский композиторов. Преподаёт в школе-студии при хоре.

## Награды и премии
- 1-я премия и золотая медаль VI Всемирного фестиваля молодёжи и студентов в Москве (1957).
- Заслуженная артистка РСФСР (28.10.1970)[2].
- Народная артистка РСФСР (1979).
- Орден Трудового Красного Знамени.
- Орден «Знак Почёта» (15.06.1961)[3].

## Фильмография
- 1962 — Русская песня в Скандинавии (документальный) (песня «Кукушка»)[4]
- 1965 — Русская фантазия (фильм-концерт) (песня «Родное Подмосковье»)
- 1972 — Концерт № 79 (фильм-концерт) (песни «Лучинушка» и «Ты воспой в саду, соловейко»)
- 1970-е гг. — Киноконцерт № 74 (фильм-концерт) (песня «Ой речка-речка»)